# Liebesgeschichten (1943)
Liebesgeschichten ist ein deutscher Spielfilm aus dem Jahre 1943 nach einem Drehbuch von Viktor Tourjansky, der auch die Regie übernahm, und Gustav Kampendonk. Als Vorlage diente ein Roman von Walter Lieck. In den Hauptrollen spielen Willy Fritsch und Hannelore Schroth, beide jeweils in einer Doppelrolle.

## Handlung
Berlin, Ende des 19. Jahrhunderts. Werner Lüdtke, Sohn eines Schuhmachermeisters und Felicitas von Graefe, Tochter eines wohlhabenden Bürgers, verbindet eine intensive Kinderfreundschaft. Dies missfällt Felicitas Vater aus Standesdünkel mit den Jahren, und er beauftragt ihre Gouvernante, bei Werners Eltern vorzusprechen, um die Freundschaft zu unterbinden. Obwohl Werners Mutter sie hinauswirft, schickt sie Werner anschließend zum Militär, um ihm vermeintlich Disziplin beibringen zu lassen. Werner wird dort zum Militärmusiker ausgebildet. 
Einige Jahre später sieht Felicitas Werner  zufällig im Berliner Tiergarten als Spielführer einer dort marschierenden Militärkapelle wieder und erfährt nach einem Besuch in der Schuhmacherei seiner Eltern dessen Aufenthaltsort. Sie schreibt ihm einen Brief, und beide verabreden sich im Park. Werner erzählt ihr, dass er gerade eine Operette komponiert. Bei einem zweiten Treffen überredet Felicitas, die in der Zwischenzeit von den Plänen ihres Vaters erfahren hat, sie mit einem Bankier zu verheiraten, Werner auf einer Bootsfahrt theatralisch dazu, aus Liebe zu ihr mit ihr gemeinsam aus dem Leben zu scheiden. Werner willigt ein, als plötzlich das Boot nach einer Kollision voll Wasser läuft und Felicitas hysterisch in Todesangst einen Menschenauflauf verursacht. Mit nassem Kleidersaum entschwindet sie ohne Abschied in der Pferdekutsche, noch während Werner die Bootsmiete bezahlt.
Kurz darauf heiratet sie den Bankier.
Mit diesem zusammen und ihrem in der Zwischenzeit geborenen kleinen Sohn Peter besucht Felicitas etwa 4 Jahre später einen Berliner Biergarten, wo Werner gerade das Orchester dirigiert. Auch die berühmte Soubrette Fritzi Färber sitzt mit ihrem Theateragenten im Publikum und bittet Werner an ihren Tisch. Die Theaterleute eröffnen Werner, seine mittlerweile fertigkomponierte Operette mit Fritzi in der Hauptrolle herausbringen zu wollen. Als kurz darauf der kleine Peter seine tanzenden Eltern nicht mehr wiederfinden kann und von der Kapelle ausgerufen werden muss, begegnen sich Werner und Felicitas wieder. Werner ist zutiefst gekränkt, als er von Felicitas‘ Familiengründung erfährt und lässt sie kurzerhand stehen.
Während der Proben für die Operettenaufführung kommen sich Werner und Fritzi Färber näher, heiraten kurz nach der Premiere und bekommen einen Sohn. Fritzi hat die Geburt nur schlecht überstanden und kränkelt, aber besteht darauf, auch in Werners nächster Operette, deren Aufführung bereits in den Startlöchern steht, wieder die Hauptrolle zu spielen. Sie übernimmt sich jedoch damit und stirbt. Werner ist am Boden zerstört. Als einige Jahre später der Erste Weltkrieg ausbricht, zieht er mit der Kapelle in den Krieg, während seine Mutter den Sohn Paul aufzieht. Bei seiner Rückkehr ist Paul bereits ein Schulkind, das Werner fortan liebevoll und musikalisch erzieht.
Anfang der 1930er Jahre. Werner ist mittlerweile ein etablierter und erfolgreicher Komponist. Durch einen Zufall lernt er die arbeitslose Charlotte kennen und stellt sie als Sekretärin ein, um ihr zu helfen. Er verliebt sich in sie. Auch Paul, der in Charlottes Alter ist und mit dem gemeinsam Werner gerade ein Stück schreibt, macht sich Hoffnungen, aber Charlotte ist bereits mit einem Dritten liiert. Paul fasst daraufhin Zuneigung zu der jungen Schauspielerin Beate, die sich um die Hauptrolle in dem neuen Stück beworben hat und auch den Zuschlag erhält. Werner erkennt in ihr sofort die Tochter von Felicitas und nutzt den Umstand, für ihr Engagement noch die Erlaubnis der Mutter einholen zu müssen, für einen Besuch bei Felicitas. Diese ist mittlerweile Witwe geworden und leicht verbittert, aber lässt sich zu einem Besuch der Theaterproben überreden. Hier finden nicht nur Paul und Beate zueinander, sondern auch Werner und Felicitas knüpfen wieder zarte Bande.

## Produktionsnotizen
Liebesgeschichten wurde im Sommer 1942 in Berlin gedreht. Als Schauplätze dienten unter anderem der Neue See im Berliner Tiergarten und der später kriegszerstörte Biergarten In den Zelten. Die restlichen Aufnahmen entstanden in den Filmstudios von Berlin-Tempelhof sowie in den Ufa-Ateliers in Babelsberg. 
Der Film wurde am 27. Mai 1943 im Berliner Capitol am Zoo uraufgeführt.

## Musik
Alle Titel wurden komponiert von Peter Kreuder (Musik) und Hans Fritz Beckmann (Text).
- Hand in Hand. Im Film-Finale gesungen von Sylvia De Bettini & Franz Heigl. Schallplattenaufnahme von Willy Fritsch.
- Komm‘ doch, du. Im Film gesungen von Herta Mayen & Willy Witte.
- Immer und ewig. Im Film gesungen von Herta Mayen & Willy Witte.
- Mit dem Hans und mit dem Peter. Im Film gesungen von Hannelore Schroth. Schallplattenaufnahme von Herta Mayen.

## Trivia
Nach Abschluss der Dreharbeiten kam es zu einer Überprüfung des Regisseurs Viktor Tourjansky durch die NSBO, der mit der von Propagandaminister Joseph Goebbels protegierten Filmdebütantin Käthe Dyckhoff ein seinerzeit offenbar allgemein bekanntes Liebesverhältnis pflegte. Ihm wurde nicht nur vorgeworfen, mit den teilweise aus Kriegsgefangenen bestehenden Arbeitern am Set russisch gesprochen und damit deutsche Arbeiter benachteiligt zu haben, sondern auch, den weiblichen Darstellerinnen des Films allgemein zu nahe getreten zu sein. Durch Befragung der am Film beteiligten Mitarbeiter und Darsteller erwiesen sich jedoch sämtliche Unterstellungen als falsch, unbegründet und haltlos.

## Kritiken
„Das alles ist von Tourjansky als Regisseur mit viel Gemüt und sehr viel Liebe zum Detail ausgesponnen. Der Gefahr eines Abgleitens in allzu große Sentiments begegnet er durch lustige Selbstpersiflagen, und die sehr gelungene Musik Peter Kreuders tut das ihrige dazu, dass der Gesamteindruck höchst erfreulich wird.“